# Ronald Fricke
Ronald Fricke (* 1959) ist ein deutscher Ichthyologe und Museumskurator. Sein Forschungsschwerpunkt ist die Fischtaxonomie.

## Leben
Fricke veröffentlichte 1977 seinen ersten Artikel mit dem Titel Kuda-Seepferdchen – gepanzerte Ritter des Meeres in der Zeitschrift TI Tatsachen und Informationen aus der Aquaristik. Von 1980 bis 1986 absolvierte er sein Grundstudium an der Technischen Universität Braunschweig. Im selben Zeitraum war er Kurator an der ichthyologischen und herpetologischen Abteilung am Staatlichen Naturhistorischen Museum Braunschweig. Nach Studienaufenthalten am King’s College in London von 1983 bis 1984 und an der Universität Hamburg von 1986 bis 1987 legte er seine Diplomarbeit mit dem Titel Zoogeographie der Callionymidae (Osteichthyes: Perciformes) des Atlantischen Ozeans vor. 1989 wurde er mit der Dissertation Systematik und historische Zoogeographie der Callionymidae (Teleostei) des Indischen Ozeans zum Doktor der Naturwissenschaften an der Albert-Ludwigs-Universität Freiburg promoviert. Im Dezember 1988 wurde er Kurator an der Abteilung für Zoologie des Staatlichen Museum für Naturkunde Stuttgart, wo er heute als Oberkurator tätig ist. 2001 wurde er Experte der Europäischen Kommission für Fische und aquatische Natura-2000-Schutzgebiete.
Fricke widmet sich der Taxonomie, Zoogeographie und Evolution von Fischen sowie dem Schutz von Fischen und aquatischen Lebensräumen. Seine wichtigsten Untersuchungsgebiete sind europäische und asiatische Süßwassergebiete (in Deutschland, der Türkei, in Israel und in der Russischen Föderation), Süßwasserseen in Mexiko, das Mittelmeer, der Ostatlantik, der Westatlantik, insbesondere der Golf von Mexiko, die Pazifikküste von Costa Rica und Mexiko, der Indo-West Pazifik, das Rote Meer, der Persische Gulf, das Arabische Meer, Madagaskar, die Maskarenen, Indien, Indonesien, Philippinen, das Südchinesische Meer, Taiwan, Japan, Russische Pazifikküste, Papua-Neuguinea, Australien, Neuseeland und Ozeanien. Ferner forscht er über die Lessepssche Migration (Neozoen im Mittelmeer).
Fricke war an den Erstbeschreibungen von acht Familien, 11 Gattungen und 195 Arten beteiligt.
Fricke ist Mitherausgeber von Eschmeyer’s Catalog of Fishes und er ist am Aufbau eines elektronischen Archivs über ichthyologische Literatur beteiligt.
Fricke war von 2021 bis 2024 ehrenamtliches Mitglied im Gemeinderat von Lauda-Königshofen. Er ist verwitwet und hat ein Kind.

## Schriften (Auswahl)
- Revision of the genus Synchiropus (Teleostei: Callionymidae), 1981
- Revision of the Indo-Pacific genera and species of the dragonet family Callionymidae (Teleostei), 1983
- Deutsche Süßwasserfische. Bestimmungsschlüssel für die wildlebenden Arten, 1985
- Deutsche Meeresfische. Bestimmungsbuch, 1987
- The Bleeker Collection, 1991
- Types in the fish collection of the Staatliches Museum für Naturkunde in Stuttgart, 1991
- The Klunzinger Collection, 1992
- Types of fishes described in 1850–1994, 1995
- Annotated checklist of the marine amd estuarine fishes of Germany, with remarks of their taxonomic identity, 1999
- Fisch des Jahres 2004. Der Maifisch (Alosa alosa), 2004
- Types in the fish collection of the Staatliches Museum für Naturkunde in Stuttgart, described in 1845–2004, 2005
- Annotated checklist of fish and lamprey species (Gnathostomata and Petromyzontomorphi) of Turkuey, including a Red List of threatened and declining species, 2007
- Fische im Süßwasser: Arten und Lebensräume, 2014
- Fishes and lampreys of Mexico. An annotated checklist, 2024